# 龚拉·科赫
龔拉·科赫（德語：Kurt Koch；1950年3月15日—）是瑞士籍天主教執事級樞機及現任宗座基督徒合一促進理事會主席。

## 生平
科赫於1950年3月15日在瑞士中部琉森州的城鎮埃門出生。他在慕尼黑的慕尼黑大學學習神學，並在琉森大學畢業，1975年獲得神學學位博士。1982年6月20日，他在巴塞爾教區晉鐸。
1997年1月6日晉牧，並被時任教宗若望·保祿二世任命為巴塞爾教區主教。2007年任瑞士主教團主席。
他於2011年5月4日獲任命為聖座封聖部的成員。直到2010年7月1日，由於瓦爾特·卡斯珀樞機榮休，因此科赫接替擔任宗座基督徒合一促進理事會主席。2010年11月20日，他被教宗本篤十六世冊封為執事級樞機，領羅馬聖母聖心執事區執事銜。2010年11月30日，代表教宗本篤十六世出訪土耳其伊斯坦堡的君士坦丁堡普世牧首巴爾多祿茂一世。
他曾參與2013年教宗選舉秘密會議，當時選出的是教宗方濟各。2013年11月30日，他被方濟各任命為聖座教育部和主教部成員。

## 牧徽

龔拉·科赫枢机牧徽